# 里々佳
里々佳（りりか、1995年〈平成7年〉3月11日 - ）は、日本の女性モデル、女優。鹿児島県出身。ソニー・ミュージックアーティスツ所属。

## 経歴
鹿児島県出身。社長になるという夢を持ち、鹿児島県内の名門高校にバスで自宅から2時間かけて通学し、勉学に励んだ。大学進学のために上京し、表参道でスカウトされ、芸能界へ入った。当初はグラビアアイドルとして活動しており体型もグラビアアイドルらしく若干ふくよかであったが、後に体作りによってモデル体型を手に入れている。女性ファッション雑誌やヘアカタログで読者モデルとして活動するようになる。
2015年には、初のイメージビデオ『with ririka』をリリース。テレビ番組『次世代アイドル発掘バラエティー 人気者になろう!』にて、初のレギュラー出演を開始。2016年からは、舞台に初出演。女性アイドルグループ「恥じらいレスキューJPN」に加入し、解散直前の2019年3月まで在籍した。2016年から舞台にも挑戦し、女優としての活動も始める。
2020年7月配信のNetflixドラマ『呪怨: 呪いの家』でキーパーソンとなる河合聖美役をオーディションで射止め、凄惨な事件に巻き込まれた女子高生が荒んだ母親になるまでを演じ、存在感を見せつける。
2020年10月1日、ソニー・ミュージックアーティスツに移籍する。

## 作品

### BD/DVD
- with ririka（2015年3月20日、イーネット・フロンティア）
- Lily（2015年7月24日、リバプール）
- Lyricism（2015年11月20日、リバプール）
- 甘りりか（2016年2月20日、ラインコミュニケーションズ）
- Lyrical（2016年5月27日、エスデジタル）

## 出演
レギュラー番組・冠企画・特別出演のみ

### バラエティ番組
- 次世代アイドル発掘バラエティー 人気者になろう!（2015年7月 - 9月、日本テレビ）
- 一夜づけ（2018年4月 - 2019年3月、日本テレビ） - 6期生
- 王様のデザート（2018年4月 - 、TBS）

### テレビドラマ
- デザイナー 渋井直人の休日 第2話（2019年1月25日、テレビ東京） - 仁藤 役
- ファーストラヴ（2020年2月22日、NHK BSプレミアム） - 真壁由紀（大学生時代） 役[11]
- アオイウソ〜告白の放課後〜（2021年1月5日 - 3月30日、TOKYO MX） - 井上穂乃果 役
- 理想のオトコ（2021年4月8日 - 5月27日、テレビ東京） - ふみ 役
- 警視庁・捜査一課長 season5 第1話（2021年4月8日、テレビ朝日） - 宝生綾女 役
- 青野くんに触りたいから死にたい（2022年3月18日 - 、WOWOW） - 堀江美桜 役[12]
- 科捜研の女season21 第15話（2022年3月17日、テレビ朝日） - 三池寧々子 役 [13]
- 渋谷先生がだいたい教えてくれる（2022年4月5日、TOKYO MX） - 速水流果 役
- 今夜すきやきだよ  第3話・第8話（2023年1月21日・2月25日 、テレビ東京） - あいこの友人 役
- around1/4 アラウンド・クォーター（2023年7月9日 - 、朝日放送テレビ） - 沢口あかり 役[14]

### 配信ドラマ
- 呪怨:呪いの家（2020年7月3日、Netflix） - 河合聖美 役
- 『I am…』23歳たち「新垣蒼汰」（2024年1月26日配信、FOD / 3月11日、フジテレビ） - [15][16][17]
- 情事と事情（2024年12月5日 - 、Lemino） - 加賀櫻 役
- プロ彼女の条件 芸能人と結婚したい女たち シーズン3（2025年8月6日配信予定、BUMP） - 新藤文香 役[18]

### ウェブテレビ
- アオハル♡LINE（2018年、AbemaTV） - スタジオMC[19]

### 映画
- 先生!口裂け女です!（2023年7月7日、エクストリーム）[20]
- スイート・マイホーム（2023年9月1日公開、日活・東京テアトル）[21][22]

### 舞台
- エアースタジオ
  - 『GO,JET!GO!GO! vol.5』（2016年7月22日 - 31日、東日本橋A-Garage）
  - 『十二人の怒れる女』（2016年9月14日 - 19日、東日本橋A-Garage）
  - 『君しにたまふことなかれ』（2016年12月7日 - 12日、東日本橋A-Garage）
  - 『火の風に乗って』（2017年9月28日 - 10月2日、両国Air studio）
  - 『Kiss Me You〜がんばったシンプー達へ〜』（2018年10月10日 - 14日、中目黒キンケロ・シアター）

### CM・広告・イメージモデル
- 恋愛・婚活マッチングサービス「Pairs」
- ベルヴィーグループ「ウエディング」
- そごう・西武「千葉JUNNU」
- SUUMO
- ポラス不動産
- アサヒ「ディアナチュラ」
- バンダイナムコ「アイドルマスターSideM」
- 再春館製薬　「ドモホルンリンクル」
- 資生堂　「アネッサ×MARVEL」
- アキュビュー 「ワンデーアキュビュー オアシス」
- アサヒビール 「未来のレモンサワー」五感でたのしむ篇

### ミュージックビデオ
- Vaundy「benefits」

### ビデオゲーム
- 龍が如く7 光と闇の行方（2020年1月16日、セガゲームス） - ハローワーク職員・里々佳 役[23]

### 雑誌
- VoCE
- ar
- andGIRL